# 印度航空
印度航空是印度的国家航空公司，总部位于新德里。印度航空曾是一家国营事业，在2022年归塔塔集团全资所有。印度航空的枢纽机场位于德里的英迪拉·甘地国际机场，还有其他几个印度重要城市作为重点航点。印度航空是印度最大的国际航空公司，服务于五大洲60多个国际目的地，并拥有一支由空客和波音飞机组成的机队。该航空公司于2014年7月11日加入星空联盟，成为第27个成员。
该航空由J. R. D.塔塔于1932年创建，最初名为塔塔航空。塔塔亲自驾驶第一架单引擎德·哈维兰·帕斯·莫斯机进行空邮运输，从卡拉奇的真纳国际机场经艾哈迈达巴德飞往孟买的朱胡机场。二战后，它被国有化并更名为印度航空。1960年2月21日，该公司接收了首架波音707客机，成为亚洲首家引进喷气式飞机的航空公司。2000年和2001年曾尝试私有化印度航空，2006年与印度人航空合并后一直处于亏损状态。2017年启动了另一次私有化尝试，2022年被塔塔集团购回。
印度航空公司还通过其子公司印度快运航空运营飞往国内和亚洲目的地的航班。印度航空的吉祥物是“马哈拉贾”（大君），其標誌是一個金色的基於印度傳統宮殿拱頂輪廓的圖案。

## 歷史

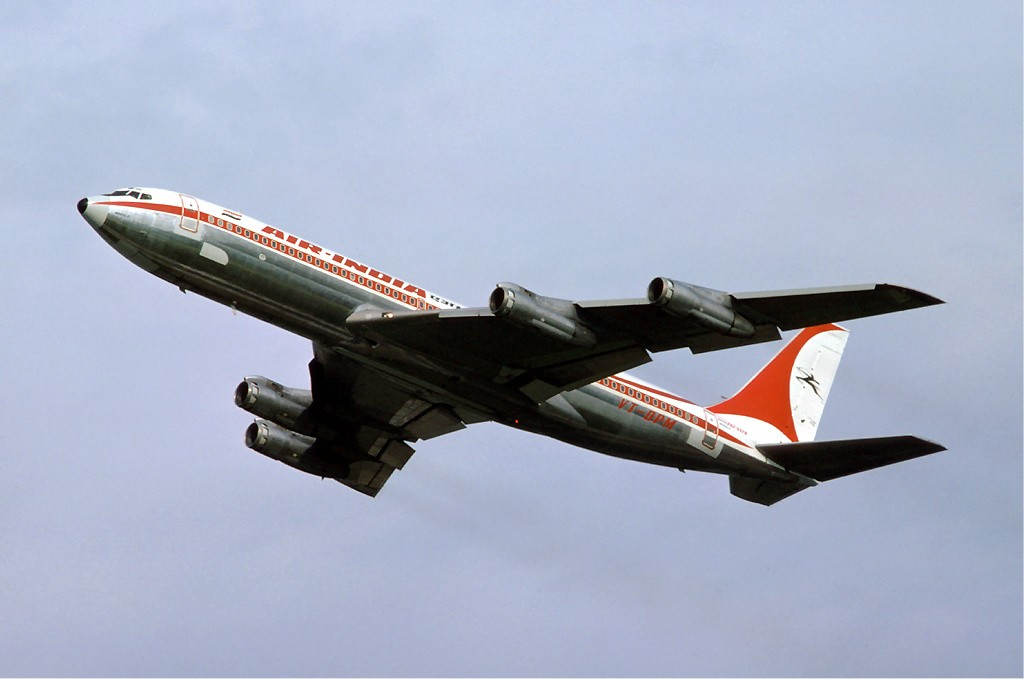
印度航空的波音707

印度航空公司的前身可追溯至1932年，當年7月塔塔集团開通航空郵件服務，並於同年10月15日首航卡拉奇經艾哈迈达巴德至孟買的郵政航班，之後繼續飛往馬德拉斯。塔塔航空在營運初年累計飛行160,000英里，載客155人及10.71噸郵件。1938年，公司更名“塔塔航空服務”（Tata Air Services），同年又易名“塔塔航空”（Tata Airlines）。同年，塔塔航空開始飛航德里及可倫坡。

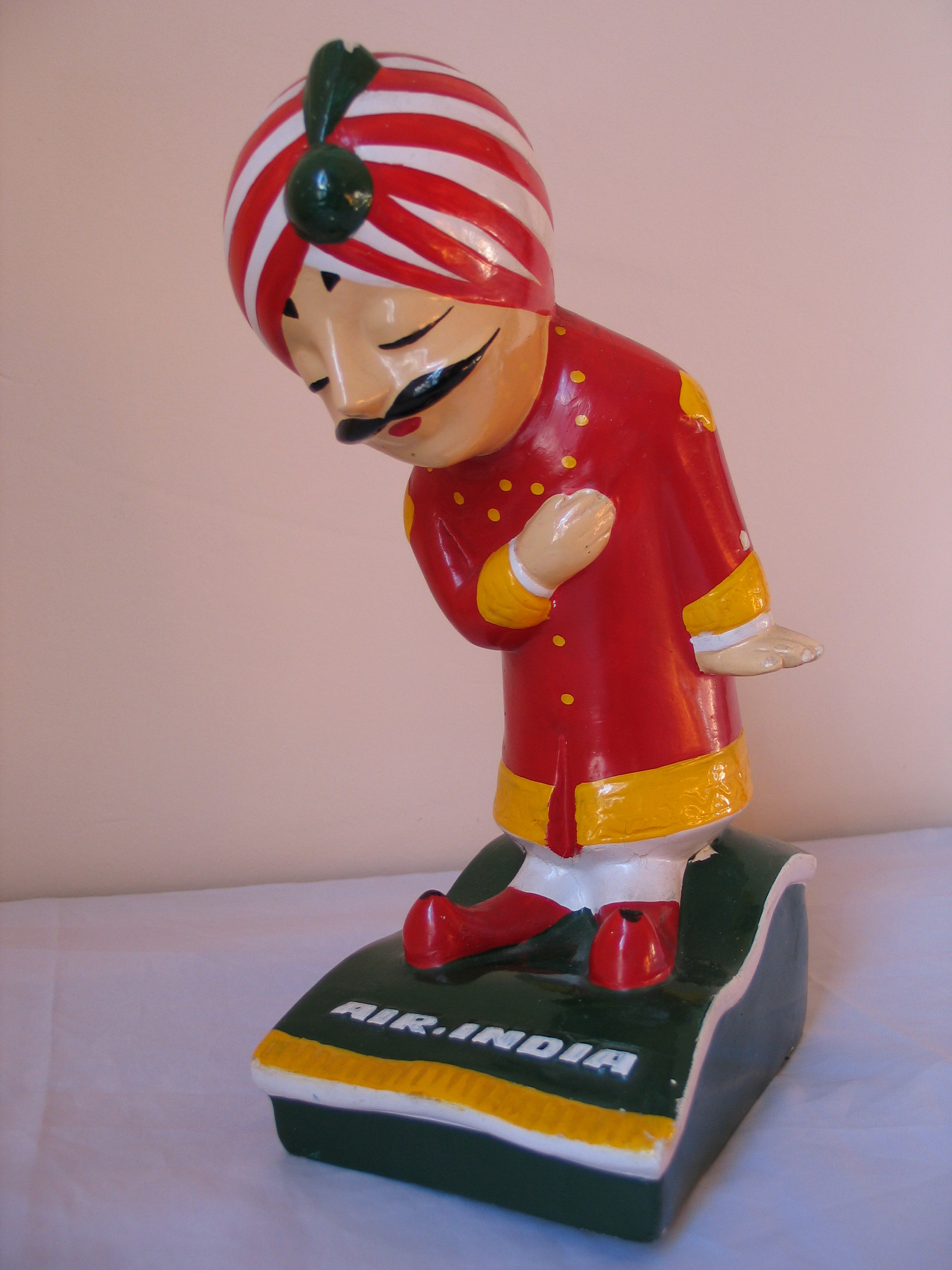
印度航空公司吉祥物“瑪哈拉佳”（2015年前的形象）

1946年7月29日，塔塔航空以印度航空（Air-India）的名義成為一家公共有限公司。1948年印度獨立，政府購入塔塔航空股份，3月以英文名稱Air India International成為印度的國家航空公司，以服務國內線為主，同年6月8日使用一架編號為VT-CQP的洛克希德星座客機開辦首條國際航線，來往孟買至倫敦，途徑開羅及日內瓦 。1953年，印航成為國有航空公司，獲授權經營國際航線。國內航線則轉交另一間印度航空公司印度人航空經營。50年代是印度航空的快速發展時期，除了引進大量先進的客機如洛克希德L-1049和後來的波音707，航線更拓展至東京、新加坡、香港、悉尼等地。
1960年，印航開始引進噴射客機，同年5月14日開航紐約，途中經停倫敦。到了1962年6月8日，公司名稱正式改稱為今天的「Air India」，三天後，印度航空更成為了全世界首間擁有全噴射機隊的航空公司。1971年，印度航空引進波音747，同時啟用“空中皇宮”塗裝。1986年，印度航空開始接收空客A310-300，兩年後引入兩架波音747-300M客貨混合機。1993年，印度航空接收首架波音747-400（編號VT-ESM），開通紐約至德里的不停站直航服務，次年註冊為“印度航空有限公司”（Air India Ltd.）。
2000年，印度航空開航上海和紐瓦克，四年後開通廉價子公司印度航空快線。2007年，印度政府宣佈印度航空與印度人航空合併。同年，印度航空啟用新版塗裝並先後引進波音777-200LR和777-300ER。

2011年，印度航空计划加入星空聯盟，但在2011年7月31日，星空聯盟宣佈由於印度航空未能滿足聯盟所要求的加盟指標，因此無限期中止其加盟資格，直至另行通知。
2012年9月6日，印度航空接收第一架波音787，同年9月19日將波音787投入運營。
2013年12月13日，印航確定與星空聯盟繼續進行加盟程序，成為星空聯盟未來成員。
2014年7月11日，印度航空正式加盟星空聯盟，成為星空聯盟正式成員。
2021年，塔塔集團與印度政府達成協議，前者將收購印度航空所有股權，並於翌年1月23日起生效。至此，塔塔集團於相隔74年後，再次掌控印度航空。
2023年2月14日，印度航空與空中巴士、波音公司簽訂「世界商業航空史上最大民航機採購案」的重大交易案件，訂購共計470架客機。
2023年9月15日，塔塔集团宣布推出名为“Vihaan.AI”的计划，旨在将印度航空公司转变为世界一流的航空公司。该计划将分阶段进行航空公司重组，第一阶段于9月份开始，于4月份结束。第一阶段包括对国内和国际航线餐单进行改进，为部分长途航班推出高端经济舱座位，并将一些关键的客户服务职能内部化，同时对员工组织进行重组以符合集团标准。

## 機隊

### 現役

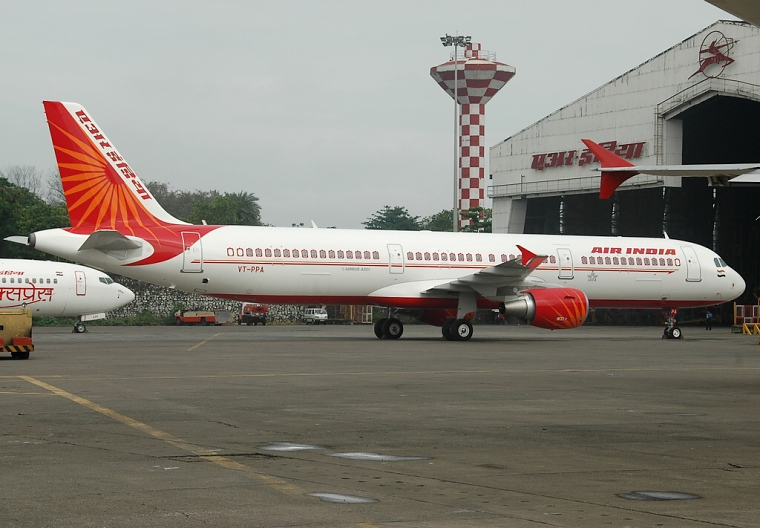
印航A321-200停泊於賈特拉帕蒂·希瓦吉·馬哈拉傑國際機場

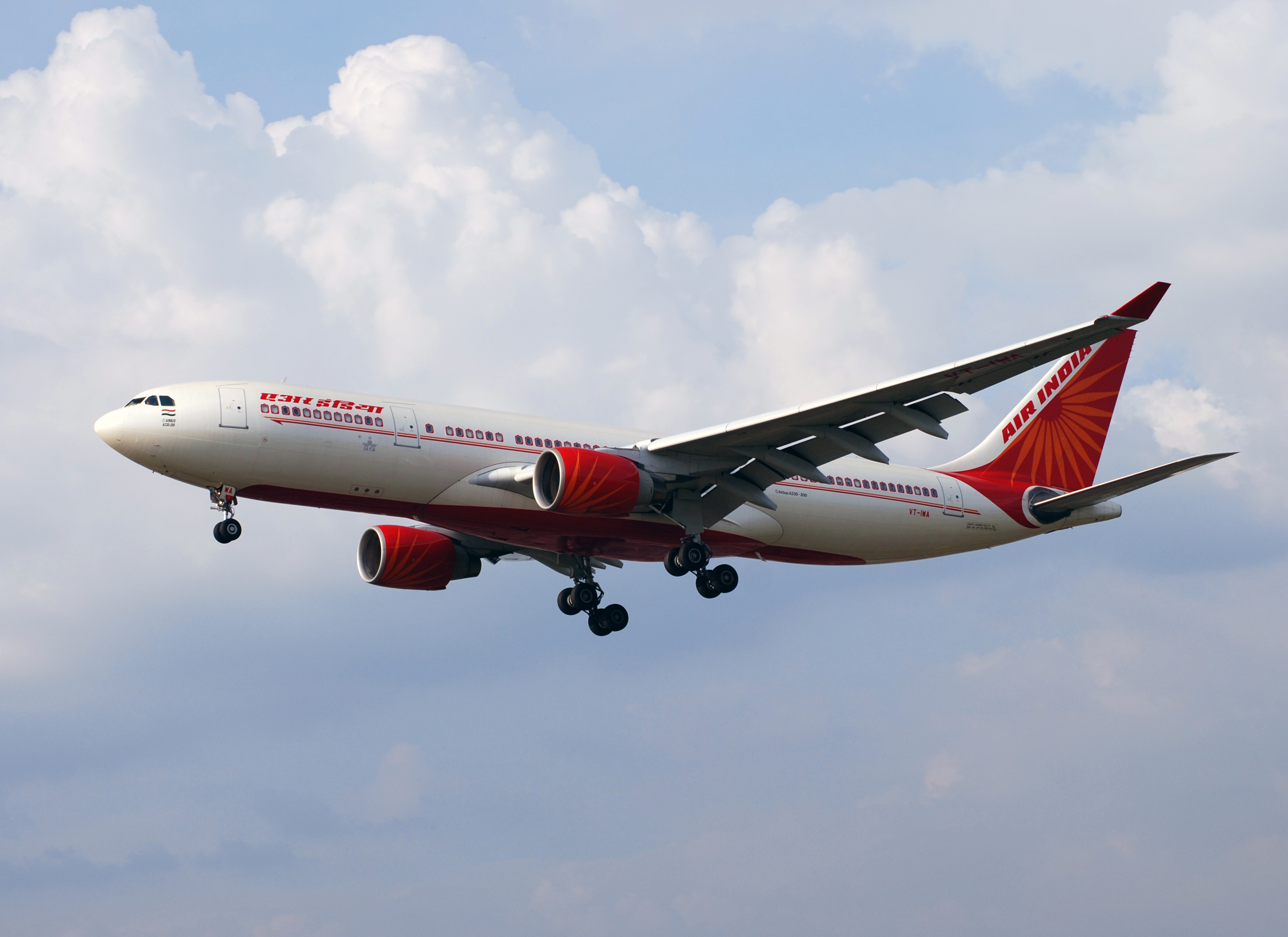
印航A330-200正在降落於倫敦希斯路機場

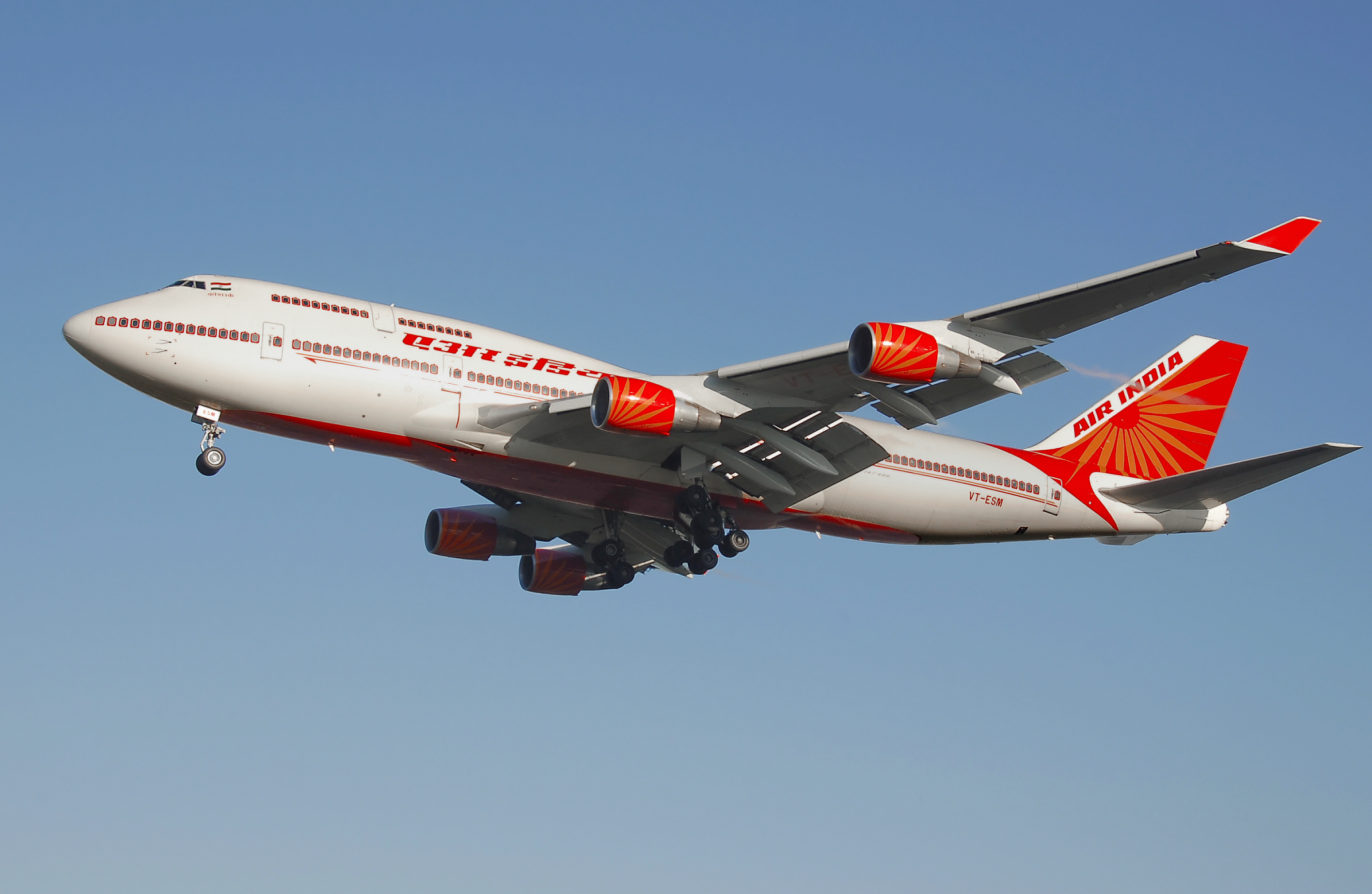
印航波音747-400

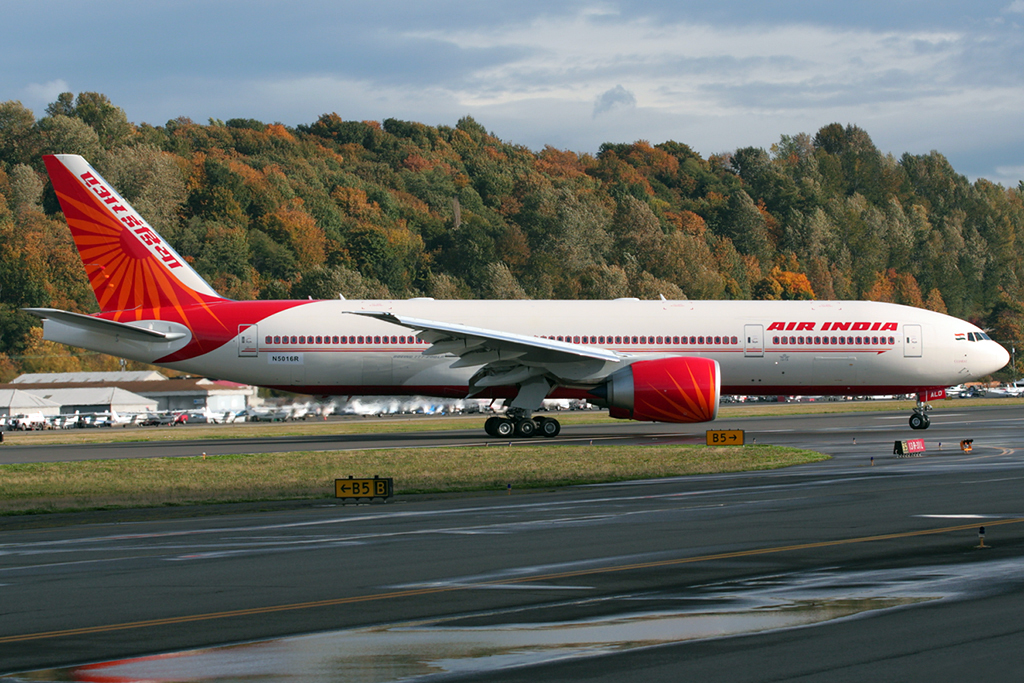
印航波音777-200LR

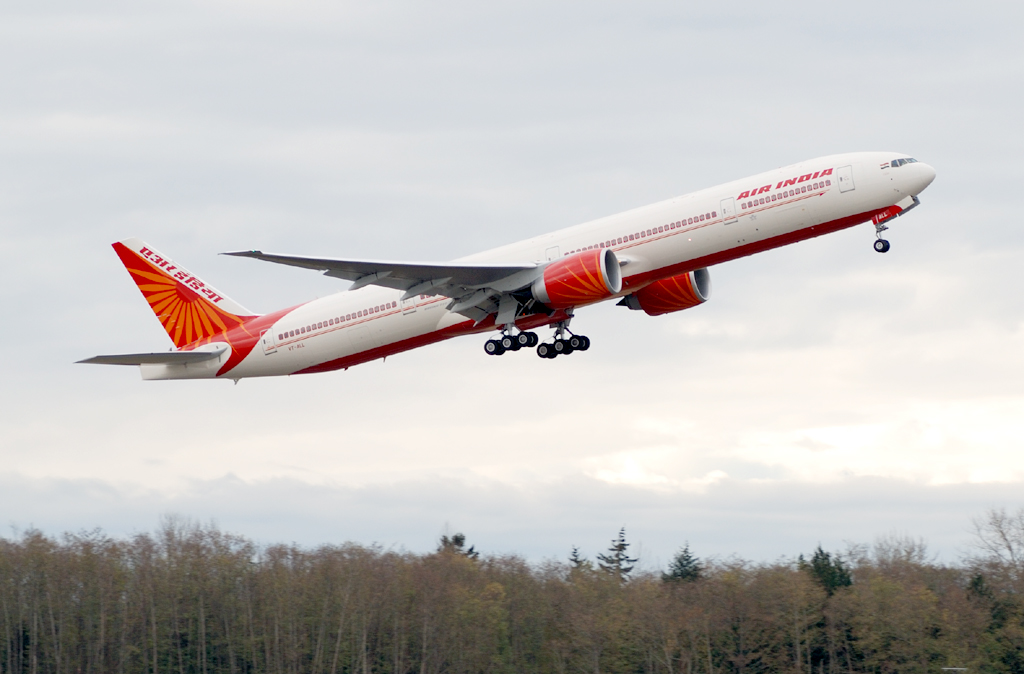
印航波音777-300ER

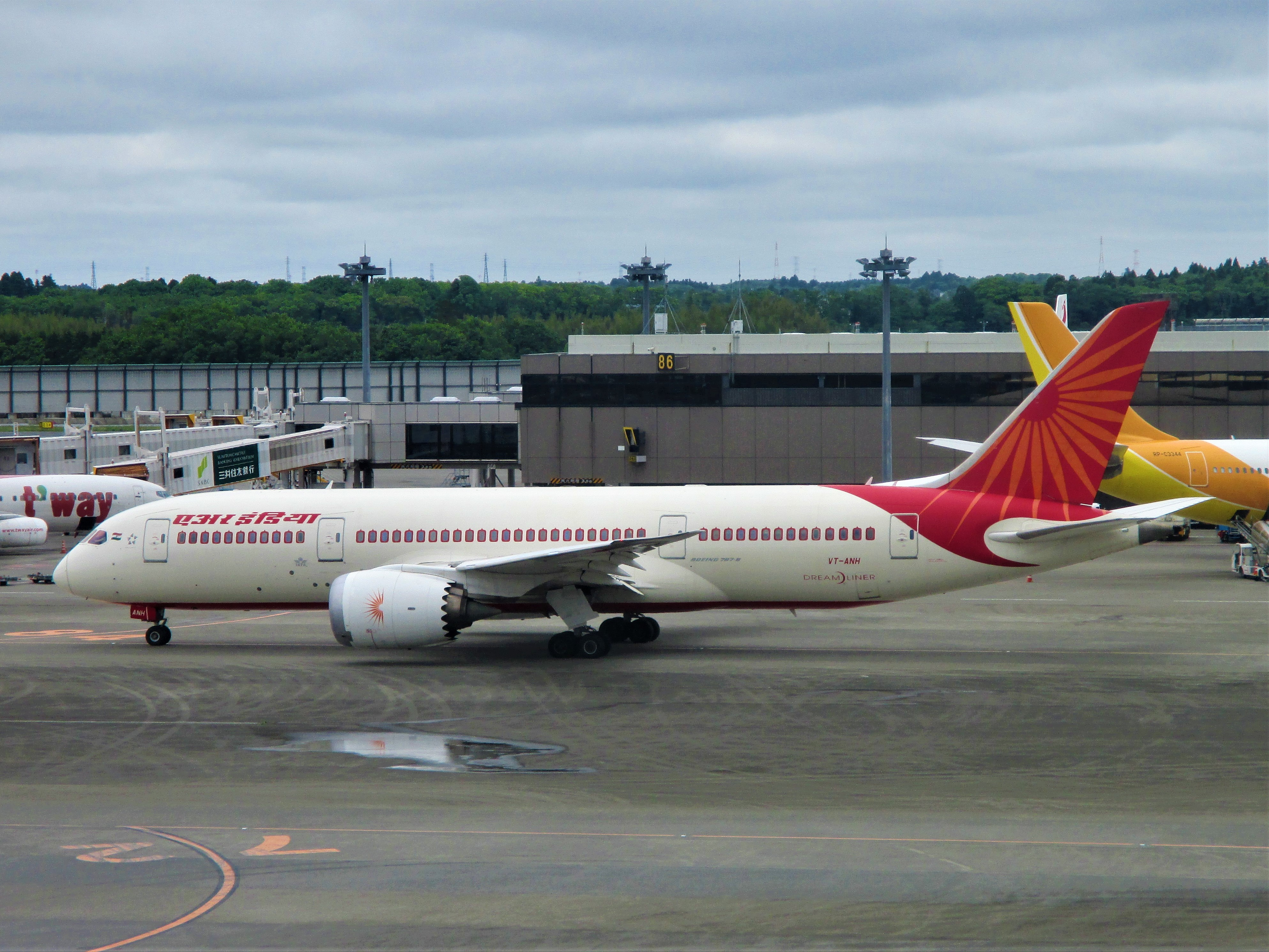
印航波音787-8客機在成田國際機場

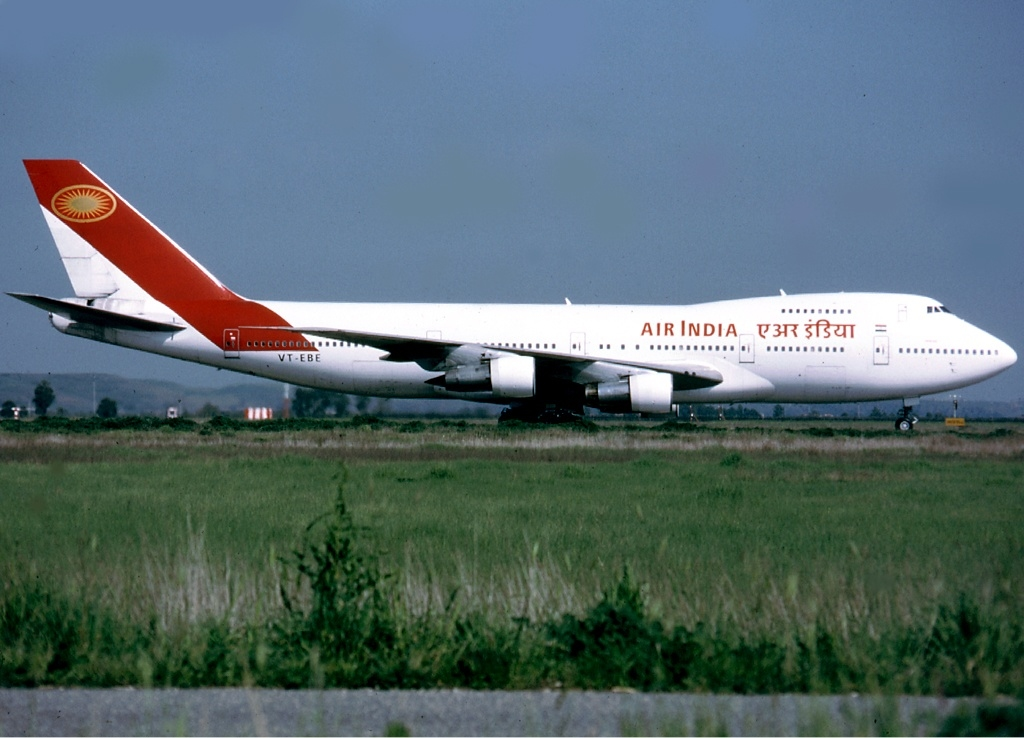
1990年,印度航空的波音747-200的試驗性塗裝

截至2025年7月，印度航空平均機齡約8.2年，機隊如下：

### 機隊色彩
1971年，當印度航空引進波音747客機後，推出了「空中皇宮」的塗裝，每一個客窗窗口都繪上紅色的宮殿樓閣形狀，以比喻印航的每位乘客都置身於皇宮中。然而1989年，印度航空曾推出試驗性的新塗裝，機身大部份為白色，只在垂直尾翼上繪有紅底金轉輪圖案，惟已於1991年棄用，使1971年啟用的「空中皇宮」塗裝繼續使用至2007年。
印度航空於2007年與印度人航空合併後，把機身色彩徹底修改，結合了印度人航空的色彩同時，保留了每個窗口的「空中皇宮」形象。
在2023年前，印度航空的每架飛機上，機身左右側分別以印地文和英文兩種印度官方語言書寫，在機身上寫印地文的同時，同時在垂直尾翼上寫英文，另一側的寫法則是機身書寫英文、垂直尾翼上寫印地文。
而在波音787上，其機身上的雙腰線被取消，同時垂直尾翼上也去除了印度航空的英文/印地文名稱，經保留印度航空標識。
2023年起，印度航空發佈全新的公司標識和機身色彩。全新的機身色彩將航空公司的英文名稱以Billboard塗裝樣式塗於機身前端（而以往將公司印地文名稱塗於其中一側的傳統和每個窗戶的「空中皇宮」形象則被徹底取消），垂直尾翼上則用紅色（印度航空公司形象主色調）、金色（新標誌主色調）、紫色（印度人航空公司形象主色調）塗上公司的新版標識。新的機身色彩將隨著印度航空首架空中巴士A350交付而啓用。

## 航点
目前印度航空拥有101个航点，其中国内航点66个，国际航点35个。
另外，印度航空还计划开通运营飞行时间达18个小时的班加罗尔至美国旧金山的直达航班，航线全长1.4万公里，目標客群為商務旅客。该线开通后，将成为世界上最长的不经停航班。

### 代码共享
印度航空已经与以下航空公司实现代码共享：
- 亚德里亚航空
- 阿斯塔纳航空
- 南方航空
- 印度區域航空（英语：Alliance Air）
- 加拿大航空
- 中國國際航空
- 印度航空快運
- 毛里求斯航空
- 新西兰航空[16]
- 韩亚航空
- 奥地利航空
- 布魯塞爾航空
- 克羅埃西亞航空
- 埃及航空
- 埃塞俄比亚航空
- 長榮航空
- 弗萊比航空
- 香港航空
- 日本航空
- 汉莎航空
- 新加坡航空
- 斯里兰卡航空
- 瑞士国际航空
- 泰國國際航空
- 土耳其航空
- 聯合航空

## 意外事件

### 致命意外
- 1947年12月27日，一架道格拉斯C-48C客機（註冊編號：VT-AUG）載有19名乘客和4名機組人員，從卡拉奇飛往孟買，由於儀表故障失控墜毀在科朗吉溪，機上所有人員全部罹難。這是印度航空公司首宗致命事故。這架飛機先前因電氣故障而臭名昭著，並且不尋常地更換了大量儀表。
- 1950年11月3日，印度航空245號班機，一架編號為VT-CQP的洛歇星座式客機在由孟買飛往倫敦途中遇到暴雨，撞上勃朗峰並墜毀，機上48人全部死亡。
- 1950年12月13日，一架道格拉斯C-47B客機（註冊編號：VT-CFK）載有17名乘客和4名機組人員，從孟買到哥印拜陀的途中，因導航錯誤墜毀在科塔吉里附近的高地，機上13名乘客和5名機組人員全部罹難。
- 1951年9月15日，一架道格拉斯C-47A客機（註冊編號：VT-CCA）從班加羅爾HAL機場起飛時，在自動駕駛開啟的情況下失去控制墜毀，導致1名機組人員死亡；23名乘客全部生還。
- 1953年5月9日，一架道格拉斯C-47A客機（註冊編號：VT-AUD）從德里帕拉姆機場起飛後不久，因飛行員失誤失去控制墜毀，機上13名乘客和5名機組人員全數罹難。
- 1955年4月11日，印度航空一架稱為喀什米爾公主號的洛歇星座式客機（註冊編號：VT-DEP）於印尼海域上空發生炸彈爆炸，16死3傷。
- 1966年1月24日，印度航空101號班機，一架註冊編號為VT-DMN的波音707-437在由孟買飛往倫敦途中撞上勃朗峰，機上117人全部遇難。
- 1978年1月1日，印度航空855號班機，一架波音747-237B（編號：VT-EBD，名稱為“阿育王號”）自孟買起飛后不久因儀錶失靈及機師失誤而墜海，機上213人全部遇難。
- 1982年6月21日，印度航空403號班機（英语：Air India Flight 403），一架波音707-437（註冊編號：VT-DJJ）在孟買機場降落時因機師失誤墜毀，機上111人中有17人死亡。
- 1985年6月23日，印度航空182號班機，一架波音747-237B客機（註冊編號：VT-EFO）於愛爾蘭以南的大西洋上空發生炸彈爆炸，329人死亡。
- 2015年12月17日，印度航空在孟買賈特拉帕蒂·希瓦吉·馬哈拉傑國際機場發生一起意外事故，在飛機後推時，一名技術人員被吸入空中巴士A319引擎，當時副機長誤以為是信號，而啟動了引擎，導致技術人員不幸身亡。
- 2025年6月12日，印度航空171号班机，一架波音787-8型客机客機（註冊編號：VT-ANB），原定飛往倫敦格域機場，但在艾哈邁達巴德機場剛起飞，就坠毁于机场附近的住宅區。本次意外為波音787客機首宗空難，雖然墜機前副機長曾發出「Mayday」求救訊號，但意外原因仍然有待調查。現時意外中只發現一名英籍印度裔乘客生還，墜機現場地面亦多人傷亡[17]。事後，印度航空棄用AI171/172兩航班編號，並將原航線更名為AI159/160[18]，印航亦將旗下大部分的波音787夢幻客機停飛，接受安全檢查[19]。

## 其他事件
- 2022年11月26日，由紐約飛往德里的AI102航班上，一位喝醉了的男乘客對一位坐在商務艙的女乘客露出生殖器官，並在其身上小便，空服員即時為她清理位置，給了她一些換洗衣物。而換好衣服後，乘客多次希望能換座位，但最後被要求回到原本的位置上，雖然位置上鋪了床單，但顯然還是有些潮濕跟充滿尿騷味。最後空服員安排她換到另一個機組人員的小座位，直到飛行結束她都坐在那邊。該名女乘客最後向印度航空投訴，而印度航空隨即發布聲明，表示已經向警方舉發這名乘客，並且會禁止撒尿男搭乘印度航空30天，最後宣布成立內部調查會，徹查在這次事件中是否出現疏失。[20]
- 2025年7月22日，印度航空一架空中客车A321型客机在新德里机场降落后辅助动力装置起火，不過无人伤亡。[21]

## 外部連結
- 印度航空 （页面存档备份，存于）